# 伯爾格烏山麓蒂哈鄉
47°14′00″N 24°45′00″E / 47.2333°N 24.75°E
伯爾格烏山麓蒂哈鄉（羅馬尼亞語：Comuna Tiha Bârgăului, Bistrița-Năsăud），是羅馬尼亞的鄉份，位於該國西北部，由比斯特里察-訥瑟烏德縣負責管轄，面積190平方公里，海拔高度545米，2007年人口6,390，人口密度每平方公里34人。